# Museo Cau Ferrat
Museo Cau Ferrat – muzeum sztuki znajdujące się w małym miasteczku hiszpańskim Sitges. Należy do grupy regionalnych muzeów Rady Prowincji Barcelona a od 2009 roku, wraz z Biblioteca Museu Víctor Balaguer jest częścią Muzeum Sztuki Katalonii.
Muzeum mieści się w domu artysty i pisarza Santiago Rusiñola, jednego z najważniejszych postaci ruchu modernistycznego w Katalonii. Dom, znany jako Can Falua, powstał w 1893 roku na miejsce domu rybaka zakupionego przez pisarza rok wcześniej. Can Falua stał się mekką modernizmu i miejscem spotkań wielu znanych malarzy, pisarzy, muzyków i poetów końca XIX wieku.

## Kolekcja
W Cau Ferrat można obejrzeć ponad 800 eksponatów w tym różne kolekcje związane z muzyką i modernizmem. Na szczególną uwagę zasługują kolekcje szkła i ponad dwieście artefaktów ceramiki pochodzących z okresu od XIV do XIX wieku ze znanych warsztatów ceramicznych z Katalonii, Walencji, Kastylii, Aragonii, Andaluzji i Murcji. Osobną kolekcje stanowi zbiór obrazów i rysunków m.in. prace Casasa, Utrilla, Zuloagi, Camarasa i Picassa. W muzeum znajdują się również obraz El Greca pt. Pokutująca Maria Magdalena.

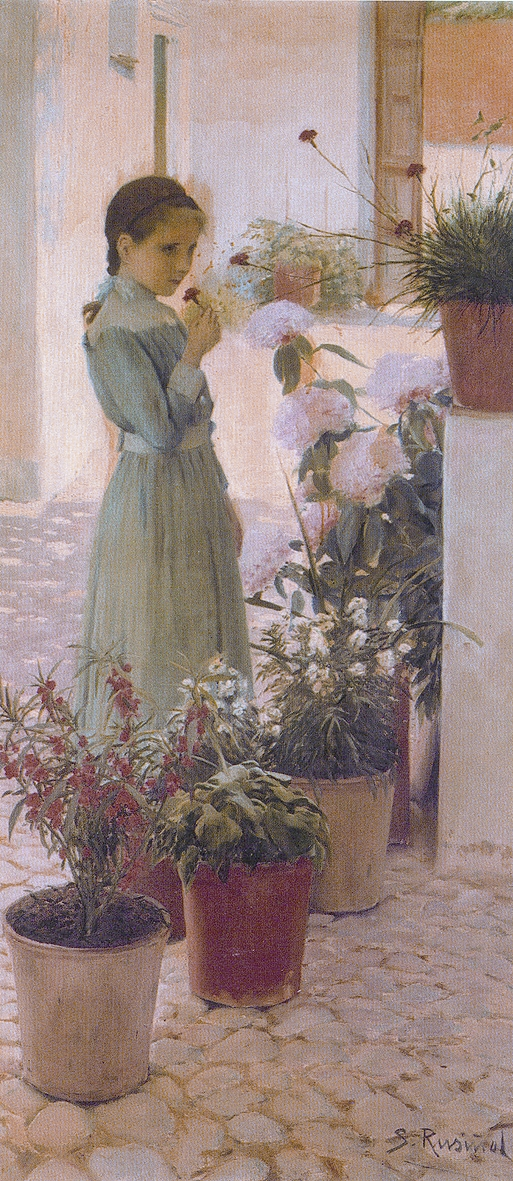
Santiago Rusiñol. La niña de la clavellina, 1893